# ザ・ダイバー
『ザ・ダイバー』（原題：Men of Honor）は、2000年に公開されたアメリカ映画。

## 概要
アメリカ海軍史上、アフリカ系黒人として初めて「マスターダイバー」の称号を得た潜水士である、実在の人物「カール・ブラシア」(en:Carl Brashear、1931年-2006年)の半生を周囲の人物との友情とともに描く。

## あらすじ
第二次世界大戦終結後の1940年代末期、海軍に志願し入隊したカールは泳ぎのうまさを見込まれ、当時の黒人水兵としては異例の甲板兵に抜擢される。
そんな中、カールの乗った艦艇に着陸しようとしたヘリコプターが海に墜落する事故が発生し、潜水士のビリーらが乗組員の救出に乗り出すがその途中のアクシデントでビリーは肺にダメージを受けてしまい、一命は取り留めたものの、潜水士としてのキャリアは断たれてしまう。
この救出劇に感動を覚えたカールは潜水士を目指すようになるが、当時は白人兵しか養成所への入所が認められていなかった。そこで彼は2年かけて100通にも及ぶ嘆願書を提出した。その情熱が上官に認められ、彼は黒人として初めてニュージャージー州にある潜水士養成所への入所が認められた。その養成所の教官として赴任していたビリーはカールたち候補生に猛特訓を課す。

## キャスト
※括弧内は日本語吹替

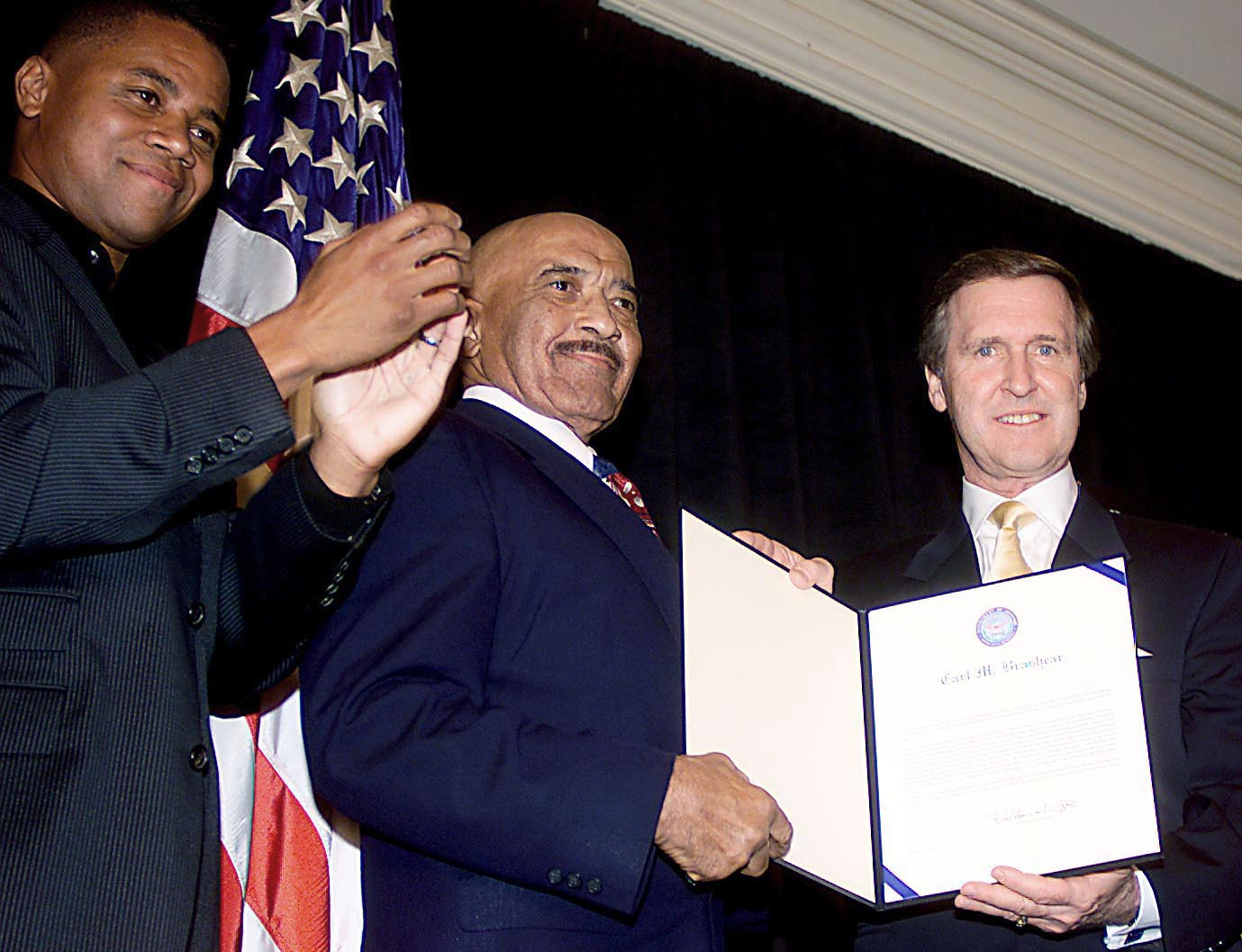
実在のカール・ブラシア（中央）とブラシア役のキューバ・グッディング・ジュニア（左）（2000年撮影）

- ビリー・サンデー - ロバート・デ・ニーロ（津嘉山正種）
- カール・ブラシア - キューバ・グッディング・ジュニア（小山力也）
- グウェン・サンデー - シャーリーズ・セロン（雨蘭咲木子）
- ジョー・ブラシア - アーンジャニュー・エリス（佐々木優子）
- ミスター・パピー - ハル・ホルブルック（藤本譲）
- スノーヒル - マイケル・ラパポート（落合弘治）
- プルマン大佐 - パワーズ・ブース（有本欽隆）
- ハーティガン大佐 - デヴィッド・キース
- ディラン・ローク - ホルト・マッキャラニー（楠大典）
- ハンクス大佐 - デヴィッド・コンラッド（家中宏）
- ティモシー・ダグラス・アイザート - ジョシュア・レナード
- マック・ブラシア - カール・ランブリー
- エラ・ブラシア - ロネット・マッキー
- フロイド曹長 - グリン・ターマン（中博史）
- デッカー - レオン・ラッサム